# Jürgen Möllemann
Jürgen Wilhelm Möllemann, né le 15 juillet 1945 à Augsbourg et mort le 5 juin 2003 à Marl, est un homme politique allemand membre du Parti libéral-démocrate (FDP).
Membre du Bundestag à partir de 1972, il occupe les portefeuilles de l’Éducation et de la Science et de l’Économie dans les cabinets Kohl III et IV, et fut vice-chancelier de 1992 à 1993. Au sein du FDP, il préside à deux reprises la fédération de Rhénanie-du-Nord-Westphalie et occupe le poste de vice-président fédéral.
Il est au centre de plusieurs scandales dans les années 1990 et 2000 et sa carrière est marquée par plusieurs démissions suivies de retours sur le devant de la scène. Sa mort lors d’un saut en parachute, le jour même de la levée de son immunité parlementaire par le Bundestag, est considérée comme un possible suicide,.

## Biographie

### Formation
Après avoir obtenu son Abitur à l’Amplonius-Gymnasium de Rheinberg en 1965, il effectue son service militaire en tant qu’élève-officier de réserve dans les troupes aéroportées.
De 1966 à 1969, il suit à l’école supérieure de pédagogie de Münster une formation pour devenir professeur d’allemand, de sport et d’histoire dans l’enseignement secondaire. Il est reçu au premier examen d’État en 1969 et au second en 1971. Il enseigne de 1969 à 1972 à Beckum, avant de devenir parlementaire.

### Famille
Né à Augsbourg, en Souabe, il passe son enfance à Appeldorn, en Rhénanie. Après un premier mariage dont est née une fille, il épouse en 1975 Carola Appelhoff, née en 1949, membre du FDP, conseillère municipale de Münster de 1979 à 1994 et président du groupe FDP au conseil municipal à partir de 1999. Deux filles sont issues de cette union.

### Engagement associatif
Il est président de la Société germano-arabe (Deutsch-Arabische Gesellschaft) de 1981 à 1991, et de 1993 à sa mort. Il siège également au conseil de surveillance du FC Schalke 04 à partir de 1998. Il pratiquait le parachutisme et a effectué plus de six cents sauts, dont certains dans le cadre de campagnes électorales, et est président du club de parachutisme de Münster.

## Carrière politique

### Comme militant

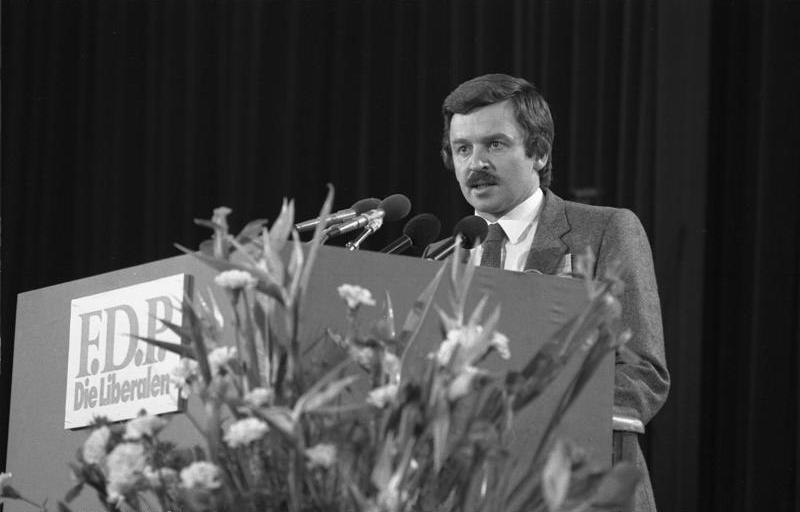
Jürgen Möllemann au congrès du FDP à Fribourg-en-Brisgau, en 1983.

Il adhère à l'Union chrétienne-démocrate d'Allemagne (CDU) en 1962. Pendant ses études, il est président de la commission générale des étudiants (Allgemeiner Studierendenausschuss) des universités de Westphalie. Il quitte la CDU en 1969 et rejoint un an plus tard le Parti libéral-démocrate (FDP).
En 1975, il intègre le comité directeur de la fédération FDP de Rhénanie-du-Nord-Westphalie, puis entre à la présidence fédérale en 1981. Désigné vice-président régional en 1982, il devient président du parti en Rhénanie-du-Nord-Westphalie l'année suivante. Il renonce à ce poste en 1994 en raison du conflit qui l'oppose à Klaus Kinkel, président fédéral du FDP et ministre fédéral des Affaires étrangères.
Il tente un retour en 1995 en étant candidat à la présidence du FDP, mais est battu par Wolfgang Gerhardt. Il retrouve finalement la présidence de la fédération de Rhénanie-du-Nord-Westphalie en avril 1996, et quitte le comité directeur fédéral l’année suivante. En mai 2001, il est choisi comme vice-président fédéral par Guido Westerwelle.
Pendant la campagne pour les législatives de 2002, une controverse éclate autour d’un tract critiquant Ariel Sharon, Premier ministre israélien, pour sa politique à l’égard des Palestiniens, ainsi que Michel Friedman, vice-président du Conseil central des Juifs en Allemagne, pour son soutien à cette politique. Le tract est jugé antisémite, et Möllemann est par ailleurs accusé d’avoir utilisé des fonds illégaux pour le produire. À la suite du scrutin, il est accusé d’avoir nui à la campagne et d’être responsable du mauvais score du parti : il démissionne le 23 septembre de la vice-présidence fédérale. Il finit par quitter le parti le 17 mars 2003.

### Comme député fédéral
Il entre au Bundestag lors des élections de 1972, et en est membre sans interruption jusqu’en 2000. Tout d'abord porte-parole du groupe FDP pour l'éducation, il est désigné porte-parole pour les questions de sécurité en 1975. Il gagne une certaine notoriété médiatique en raison de déclarations sensationnelles et parfois partiellement improvisées, qui vont à l’encontre des discours faisant consensus dans la République fédérale. Pendant la guerre du Viêt Nam, il attaque ainsi la politique étrangère américaine. Lors d’une rencontre avec Yasser Arafat en 1979, il critique également la politique d’Israël à l’égard des Palestiniens. Il revient au Bundestag à l'occasion des élections fédérales de septembre 2002

### Au sein du gouvernement
En 1982, à l’occasion de l’éclatement de la coalition sociale-libérale et de la formation de la coalition noire-jaune, il devient ministre d’État à l’office des Affaires étrangères. Après les élections de 1987, il entre au cabinet en tant que ministre fédéral de l’Éducation et de la Science. Lors de la réunification allemande, il « absorbe » les prérogatives ministérielles de son homologue est-allemand, le ministre de l'Éducation et de la Jeunesse de la RDA, Hans-Heinz Emons. Il est promu en 1991 au ministère fédéral de l’Économie, et l’année suivante, il succède à Hans-Dietrich Genscher au poste de vice-chancelier.
À la fin de l'année 1992 éclate « l'affaire du papier à lettres » (Briefbogen-Affäre) : Möllemann, qui a utilisé un papier à en-tête officiel de son ministère pour promouvoir auprès de chaînes de magasins l’entreprise d’un cousin de sa femme, doit démissionner le 3 janvier 1993.

### Au niveau régional
Au printemps 2000, il est chef de file (spitzenkandidat) aux régionales de Rhénanie-du-Nord-Westphalie. Le jour du scrutin, le FDP obtient 9,8 % des voix et revient alors au Landtag, dont il est absent depuis cinq ans. Ce bon résultat ne permet toutefois pas la formation d'une coalition noire-jaune, et les libéraux siègent donc dans l'opposition à la coalition rouge-verte de Wolfgang Clement. Möllemann quitte le Bundestag et devient président du groupe FDP au Landtag.

## Mort
Dans les années 2000, une enquête est ouverte sur Möllemann, soupçonné d’avoir utilisé ses fonctions politiques dans le cadre d’un trafic d’armes, violant la législation fiscale et la loi sur les partis politiques. Sur la base de ces accusations, le Bundestag est amené à lever l’immunité parlementaire de Möllemann le 5 juin 2003. Ce jour-là, il se trouve à Marl, près de Münster, où il doit effectuer un saut en parachute. 
À Berlin, le Bundestag vote à 12 h 28 la levée de son immunité. Quelques minutes plus tard, des enquêteurs de la police et du parquet commencent à perquisitionner des propriétés appartenant à Möllemann notamment en Allemagne, en Espagne et au Luxembourg.
À 12 h 50, il saute à 4 000 mètres d’altitude. Son parachute principal s’ouvre à une altitude normale, mais se détache entre 1 000 et 500 mètres. Le parachute de réserve ne s’ouvre pas, son système de déclenchement électronique ayant été désactivé et Möllemann ne tirant pas la poignée permettant de le déclencher manuellement. Jürgen Möllemann meurt en s’écrasant au sol.
Le contexte de sa mort a mené la police et les médias à la considérer comme un probable suicide, sans qu’aucune certitude n’ait été établie. Le parquet de Essen, dans son rapport rendu le 9 juillet, écarte l’hypothèse d’un acte de malveillance, sans pouvoir conclure s’il s’agit d’un accident ou d’un suicide.
Jürgen Möllemann est enterré au cimetière central de Münster. La procédure pénale contre lui est close après sa mort. Une procédure de redressement judiciaire est ouverte en décembre 2004 dans le cadre de sa succession.
Fin juin 2007, un court film de sa chute mortelle, pris depuis le sol par un de ses camarades qui s’était posé à proximité quelques instants avant, est publié. Le parquet de Essen, qui l’avait analysé lors de l’enquête, n’a pu en retirer aucun élément confirmant l’une ou l’autre des explications possibles.